# Zbigniew Konopka
Zbigniew Konopka (ur. 17 czerwca 1964 w Złotoryi) – polski aktor teatralny i dubbingowy.

## Życiorys
W 1988 roku ukończył studia na PWST w Warszawie. Gra w Teatrze Powszechnym. Jest znany z dubbingu jako Miś Yogi z filmów i seriali o Misiu Yogi.

## Filmografia
| Rok       | Tytuł                           | Rola                                                    | Uwagi       |
| --------- | ------------------------------- | ------------------------------------------------------- | ----------- |
| 1986      | Maskarada                       | aktor grający w „Maskaradzie”                           |             |
| 1989      | Światło odbite                  | Zbyszek                                                 |             |
| 1997      | Klan                            | Jerzy Gorzelski, dyrektor szkoły podstawowej            |             |
| 2005      | M jak miłość                    | klient pubu                                             | odc. 334    |
| 2007      | U Pana Boga w ogródku           | Waldek, oficer CBŚ                                      |             |
| 2007      | Dwie strony medalu              | przedstawiciel sztabu generalnego organizacji Euro 2012 | odc. 91     |
| 2007      | Braciszek                       | proboszcz                                               |             |
| 2007      | Tylko miłość                    | adwokat, kolega mecenasa Aleksa Tudora z palestry       |             |
| 2008      | Wichry Kołymy                   | sędzia                                                  |             |
| 2008      | Londyńczycy                     | robotnik na budowie                                     | odc. 2, 4   |
| 2008      | Cztery noce z Anną              | więzień                                                 |             |
| 2008      | Faceci do wzięcia               | urzędnik USC                                            | odc. 91     |
| 2008      | 39 i pół                        | nauczyciel historii                                     | odc. 6, 9   |
| 2009      | Zero                            | pomocnik detektywa                                      |             |
| 2009      | Ostatnia akcja                  | minister, syn pułkownik Dowgird                         |             |
| 2009      | Moja krew                       | urzędnik USC                                            |             |
| 2009–2011 | Barwy szczęścia                 | Grzegorz Miguła, przyjaciel Jadwigi Górki               |             |
| 2010      | Śniadanie do łóżka              | właściciel restauracji                                  |             |
| 2010      | Różyczka                        |                                                         |             |
| 2010      | Ratownicy                       | lekarz                                                  | odc. 5      |
| 2010      | Chrzest                         | ksiądz                                                  |             |
| 2011      | Układ warszawski                | lekarz                                                  | odc. 13     |
| 2012      | Prawo Agaty                     | lekarz                                                  | odc. 13     |
| 2012      | Pokłosie                        | kierownik banku                                         |             |
| 2012      | Piąty Stadion                   | pan z amnezją                                           | odc. 13     |
| 2013      | Lekarze                         | Mariusz, partner Zygmunta                               | odc. 14, 16 |
| 2013      | W imię...                       | ksiądz na pogrzebie                                     |             |
| 2013      | Hotel 52                        | wąsaty mężczyzna w restauracji                          | odc. 85     |
| 2014      | Komisarz Alex                   | Wiktor Benesz                                           | odc. 71     |
| 2014      | Bogowie                         | członek komisji orzekającej                             |             |
| 2015      | Ziarno prawdy                   | policjant Wojtuś                                        |             |
| 2015      | Strażacy                        | motorniczy                                              | odc. 1      |
| 2015      | Skazane                         | ksiądz na pogrzebie                                     | odc. 12     |
| 2015      | Prokurator                      | arachnolog                                              | odc. 9      |
| 2015      | Nie rób scen                    | ksiądz Marian                                           | odc. 4      |
| 2015      | Listy do M. 2                   | parkingowy                                              |             |
| 2016      | Zaćma                           | prokurator                                              |             |
| 2016      | Słońce, to słońce mnie oślepiło | ksiądz                                                  |             |
| 2016      | Planeta singli                  | seksuolog                                               |             |
| 2016      | Kaprys losu                     | hydraulik                                               | odc. 1      |
| 2016      | Bodo                            | Andrzej Włast                                           | odc. 8      |
| 2016      | Belfer                          | dyrektor liceum                                         |             |
| 2017      | Wojenne dziewczyny              | Skowronek, właściciel zakładu fotograficznego           | odc. 3      |
| 2017      | Komisarz Alex                   | Kazimierz Frankowski, pracownik Testiego                | odc. 129    |
| 2018      | Druga szansa                    | prokurator Wawrzyniak                                   | odc. 61, 62 |
| 2018      | Pod powierzchnią                | prezydent Płocka                                        | odc. 7      |
| 2018      | Kruk. Szepty słychać po zmroku  | dyrektor szkoły                                         | odc. 4      |
| 2018      | Drogi wolności                  | Marian Zyndram-Kościałkowski                            | odc. 8      |
| 2018      | Chyłka. Zaginięcie              | biegły                                                  | odc. 5      |
| 2019      | Stulecie Winnych                | majster Zajdel                                          |             |
| 2020      | O mnie się nie martw            | prokurator                                              | odc. 146    |
| 2020      | Usta usta                       | urzędnik USC                                            | odc. 36     |
| 2020      | Królestwo kobiet                | notariusz                                               | odc. 1      |
| od 2022   | Komisarz Mama                   | sierżant Gustaw Barczak                                 |             |

## Polski dubbing
- 1947: Mickey i Czarodziejska fasolka (pierwsza wersja dubbingowa) – Olbrzym Willie
- 1958–1988: Miś Yogi – Yogi
- 1960–1966: Flintstonowie
- 1964: Miś Yogi: Jak się macie – Misia znacie? – Yogi
- 1972: Arka Yogiego – Yogi
- 1972–1973: Nowy Scooby Doo
- 1974: Hong Kong Phooey –
  - Placek (odc. 13),
  - Szrink (odc. 15),
  - Bysior (odc. 16)
- 1976–1978: Scooby Doo – Mamba Wamba (odc. 16)
- 1978: Królik Bugs i Struś Pędziwiatr: Szalony pościg – Hassan
- 1979–1980: Scooby i Scrappy Doo
- 1980: Pierwsza wigilia Misia Yogi – Yogi
- 1980–1982: Scooby i Scrappy Doo
- 1981: Królik Bugs: Rycerski rycerz Bugs – Nick
- 1984–1987: Łebski Harry – Leroy
- 1985: 13 demonów Scooby Doo
- 1985: Yogi, łowca skarbów – Yogi
- 1987: Wielka ucieczka Misia Yogi – Yogi
- 1987: Miś Yogi i czarodziejski lot Świerkową Gęsią – Yogi
- 1987–1990: Kacze opowieści (nowa wersja dubbingu) –
  - Brzucho, jeden z Braci Be,
  - Bysior, jeden z Braci Be,
  - Przestępca
- 1988: Yogi i inwazja kosmitów – Yogi
- 1988: Złych czterech i pies Huckleberry – Yogi
- 1990: Pinokio
- 1991: Piękna i Bestia – różne głosy
- 1992: Nowe podróże Guliwera
- 1992–1997: Kot Ik! –
  - Bigzilla (odc. 10),
  - Elvis,
  - Leniwiec Seymour
- 1992–1998: Batman
- 1993: Huckleberry Finn
- 1993: Miasteczko Halloween – Burmistrz
- 1994: Księżniczka łabędzi (wersja telewizyjna)
- 1994: Asterix podbija Amerykę – Czarownik
- 1994–1996: Iron Man: Obrońca dobra –
  - Nick Fury,
  - Century (odc. 23, 25-26)
- 1994–1996: Fantastyczna Czwórka
- 1994–1996: VR-Troopers – Profesor Hart
- 1995–1996: Maska – Loney (odc. Napad)
- 1995: Balto – Nikki
- 1996–1997: Incredible Hulk – sędzia (odc. 14)
- 1997–1998: Przygody Olivera Twista
- 1997: Koty nie tańczą
- 1998: Herkules – Cyklop
- 1998: Przygody Kuby Guzika
- 1998: Dziesięcioro przykazań – opowieści dla dzieci
- 1998: Król lew 2: Czas Simby
- 1998: Książę Egiptu – Hotep
- 1998: Dawno temu w trawie – Dim
- 1998: Olinek Okrąglinek – Ponurus Maximus
- 1998: Teknoman
- 1998–2001: Dzika rodzinka
- 1998–2004: Atomówki
- 1999: Heroes of Might and Magic III: Armageddon’s Blade – Roland Żelazna Pięść
- 1999: Toy Story 2 –
  - spiker TV,
  - boksujące się roboty
- 1999: Nieustraszeni ratownicy
- 1999–2000: Sabrina
- 1999: Pippi  – Grzmot Karlsson
- 2000: Hype: The Time Quest – Gogoud
- 2000: Nowe szaty króla
- 2001: Spirited Away: W krainie bogów – Czarny
- 2001: Evil Islands: Klątwa zagubionej duszy – Karansul, Brissen – Dobry rycerz
- 2001–2003: Strażnicy czasu –
  - Franklin Delano Roosevelt (odc. 10a),
  - Burmistrz Taskigi (odc. 10b)
- 2001–2006: Liga Sprawiedliwych / Liga Sprawiedliwych bez granic
- 2001–2004: Bliźniaki Cramp – Pan Winkle
- 2001: Shrek – jeden z rycerzy Lorda Farquaada
- 2001–2004: Samuraj Jack – Aku
- 2002: Mali agenci 2: Wyspa marzeń
- 2002: Gwiezdne wojny: część II – Atak klonów – Hrabia Dooku
- 2002: Smocze wzgórze – Kapitan
- 2002: Dzika rodzinka
- 2002: Planeta skarbów
- 2002: Złap mnie, jeśli potrafisz
- 2002–2005: Co nowego u Scooby’ego?
- 2002: Kryptonim: Klan na drzewie –
  - Czesław (U.T.O.P.I.A.),
  - Pan Szef (T.R.A.T.W.A.),
  - Klejbroda (C.U.K.S.Y.)
- 2002–2007: Naruto –
  - Tazuna,
  - Dosu Kinuta,
  - Itachi Uchiha,
  - Hizashi Hyūga,
  - Kotetsu Hagane (odc. 60-62),
  - Pakkun
- 2002: Robin Hood: Legenda Sherwood – Will Stuteley
- 2003: Księga dżungli 2
- 2003: Liga najgłupszych dżentelmenów
- 2003: El Cid – legenda o mężnym rycerzu – Diego
- 2003: Martin Tajemniczy – Japa Jaskiniowiec
- 2003: Legenda Nezha – Król Zhou
- 2003–2004: Megas XLR –
  - Komandor Glorftów,
  - R.E.C.R. (odc. 17),
  - jeden z Załogi Warlocka (odc. 20),
  - Przywódca Yeti (odc. 22),
  - Roboty – Strażnicy (odc. 23)
- 2003–2005: Kaczor Dodgers
- 2003–2005: Gwiezdne wojny: Wojny klonów – Hrabia Dooku
- 2003–2005: Młodzi Tytani –
  - Mamut (III seria),
  - Pan Moli (III seria),
  - Krall
- 2003: Xiaolin – pojedynek mistrzów – Ojciec Claya
- 2004: Barbie jako księżniczka i żebraczka –
  - Herve
  - Strażnik #1
- 2004: Shrek 2 – Cyklop
- 2004: Mickey: Bardziej bajkowe święta
- 2004: Terminal
- 2004: Mulan II
- 2004: Baśniowy świat 6 – Willie
- 2004: Rogate ranczo – Bob
- 2004: Przygody Lisa Urwisa – Monstre / Chłop
- 2004: Super Robot Monkey Team Hyperforce Go! – Antauri
- 2004: Far Cry – Harlan Boyle
- 2005: Gwiezdne wojny: część III – Zemsta Sithów – Hrabia Dooku
- 2005: Batman kontra Drakula
- 2005: Magiczna karuzela – Zeebad
- 2005: King Kong: Władca Atlantydy
- 2005: Szeregowiec Dolot
- 2005: Tarzan 2 – Kago
- 2005: Barbie i magia pegaza – Wenlok
- 2005: Wallace i Gromit: Klątwa królika – pan Trawnik
- 2005: Harcerz Lazlo – Siostra Leslie (odc. 44)
- 2005–2008: Ben 10 –
  - Czteroręki,
  - Zębal,
  - Zębferno (odc. 24)
- 2005: Strażackie opowieści – Pan Buldoryl
- 2005: Awatar: Legenda Aanga –
  - Poborca podatków (odc. 6),
  - Knypek (odc. 10)
- 2005–2008: Johnny Test – Zły pszczelarz (odc. 31b)
- 2006: Noddy i gwiezdny pył (trzecia wersja dubbingowa) – Pan Plod
- 2006: Dżungla – Flaming
- 2006: Happy Feet: Tupot małych stóp – Lovelace
- 2006: Artur i Minimki – Darkos
- 2006: Skok przez płot
- 2006: Po rozum do mrówek
- 2006: Wpuszczony w kanał – Chlorian
- 2006: I ty możesz zostać bohaterem – Napoleon Cross
- 2006: Kudłaty i Scooby Doo na tropie –
  - Art (odc. 5),
  - Generał Makatka (odc. 6)
- 2006: Fantastyczna Czwórka – Ben Grimm / Rzecz
- 2006: Magiczna kostka – Smok
- 2006: Gothic III – orkowie, bohaterowie NPC
- 2006–2008: Team Galaxy – kosmiczne przygody galaktycznej drużyny
- 2007: Wojownicze Żółwie Ninja – generał Agila (wersja kinowa) / (wersja telewizyjna)
- 2007: Ratatuj – Ambrister Minion
- 2007: Wiedźmin –
  - Declan Leuvaarden,
  - Zielarz z Wyzimy,
  - Pachołek Salamandry,
  - postacie poboczne
- 2007: Rodzinka Robinsonów
- 2007: Koń wodny: Legenda głębin
- 2007: Don Chichot
- 2007: Ben 10: Tajemnica Omnitrixa – Czteroręki
- 2007: Ben 10: Wyścig z czasem
- 2007: Chowder – Sznycel
- 2007: W pułapce czasu
- 2007: Fisia i Benio prezentują – Benio
- 2007: Co gryzie Jimmy’ego? – Logan Ogr (odc. 7)
- 2007: Arka Noego – Bóg
- 2007–2011: Fineasz i Ferb
- 2008: Asterix na olimpiadzie – Gigantus
- 2008: Sam & Max: Sezon 1 – Pluskwa
- 2008: WALL·E
- 2008: Opowieści z Narnii: Książę Kaspian
- 2008: Garfield: Festyn humoru – Billy
- 2008: Gwiezdne wojny: Wojny klonów – hrabia Dooku
- 2008: Sezon na misia 2 – Rufus
- 2008: Piorun
- 2008: Batman: Odważni i bezwzględni –
  - Asteroth,
  - Calendar Man
- 2008: Stich!
- 2008: Quantum of Solace – Le Chiffre
- 2009: Odlot – drużynowy Strauch
- 2009: Załoga G
- 2009: Wyspa dinozaura 2 – Wieloryb
- 2009: Opowieść wigilijna
- 2009: Garfield: Koty górą – Miś Billy
- 2009: Dragon Age: Początek –
  - Zathrian,
  - Szybkonóg
- 2009: Opowieść o dinozaurach – Woog
- 2009: Barbie i trzy muszkieterki – Alexander
- 2009: Bionicle: Odrodzenie legendy – Tuma
- 2009: Astro Boy – Mustachio
- 2009: Planeta 51
- 2009: Księżniczka i żaba
- 2009: Star Wars: The Clone Wars – Republic Heroes – Hrabia Dooku
- 2009: League of Legends – Jax
- 2010: Alicja w Krainie Czarów
- 2010: Jak wytresować smoka
- 2010: Australijska przygoda
- 2010: Metamorfoza
- 2010: Zafalowani
- 2010: Umizoomi
- 2010: Stich!
- 2010: Wakfu – Rubilax
- 2010: Hero 108 – Król Papug
- 2010: Astro Boy – Mustachio
- 2010: Dance Club – Sznycel
- 2010: God of War III – Król Minos
- 2010: Zeke i Luther – Krzykacz Johnson
- 2010: Randka z gwiazdą – Howard
- 2010: Jak ukraść księżyc – dr Nikczemniuk
- 2010: Avengers: Potęga i moc –
  - Eric Williams/Żniwiarz,
  - M'Baku/Man-Ape
- 2010: Arcania: Gothic 4 – Ningal
- 2010: Liga Złośliwców – Dziadek Zgrozo
- 2010: Strażackie opowieści – Pan Buldoryl
- 2010: Artur i Minimki 3. Dwa światy – Darkos
- 2010: Przyjaciel świętego Mikołaja – Gus
- 2010: Harriet szpieguje: Wojna blogów
- 2010: Kung Fu Panda: Święta, święta i Po
- 2010: Wróżkowie chrzestni: Trylogia życzeń – Jorgen
- 2010: Kudłaty zaprzęg
- 2010: Safari 3D – Biggie
- 2011: Tara Duncan
- 2011: Dziewczyny Cheetah 2
- 2011: Pora na przygodę! – różne głosy
- 2011: Cziłała z Beverly Hills 2 – Pedro
- 2011: Gormiti
- 2011: Scooby Doo i Brygada Detektywów – Rusty Gnales
- 2011: Liceum Avalon – Kapitan Frost
- 2011: I bądź tu mądra – Bob
- 2011: Rango – Bad Bill/Jedidiah
- 2011: Ben 10: Ultimate Alien
- 2011: Krowy na wypasie – Ben
- 2011: Smerfy − Maruda
- 2011: Auta 2
- 2011: Super ninja – Grom
- 2011: Zielono mi – Ciasteczkowy Potwór
- 2011: Bąbelkowy świat gupików –
  - Piłkowy Psuj (odc. 2),
  - Krab budowniczy (odc. 3),
  - Pan Zrzędorybski (odc. 4),
  - Rock Mes Homar Ogromny (odc. 5)
- 2011: Kung Fu Panda 2 – Mistrz Pędzący Wół
- 2011: Leci królik – nosny chomik Angus McLoud
- 2011: G.I. Joe: Renegaci –
  - Destro (odc. 17, 22, 25-26),
  - Zartan (odc. 22)
- 2011: Przygody Tintina
- 2011: Fineasz i Ferb: Podróż w drugim wymiarze
- 2011: Lego Star Wars: Padawańskie widmo
- 2011: The Elder Scrolls V: Skyrim – Ulfric Gromowładny
- 2011: Might & Magic Heroes VI –
  - Changbo,
  - Azkaal,
  - Zed,
  - Strażnik Namtaru,
  - Cyklop,
  - Czart
- 2011: Zielony patrol –
  - Kłusownik (odc. 3),
  - Ochroniarz (odc. 17),
  - Major William Johnson (odc. 24, 27),
  - Pracownik pana Roszana (odc. 29),
  - Kapitan (odc. 33)
- 2011: Niebieski słoń
- 2011: Gawayn – Rex
- 2011: Klub Winx – Codatorta
- 2011: Transformers: Prime – Jednorożec
- 2011: Wróżkowie chrzestni: Dorośnij Timmy! – Jorgen
- 2011: Jednostka przygotowawcza – Święty Mikołaj
- 2011: Opowieść Wigilijna Smerfów – Maruda
- 2011: My Little Pony: Przyjaźń to magia – Iron Will (odc. 45)
- 2011: Wiedźmin 2: Zabójcy królów –
  - Zyvik,
  - Cornelius Meyer,
  - Krasnolud,
  - Więzień
- 2012: Arcania: Upadek Setarrif – Ningal
- 2012: Risen 2: Dark Waters
- 2012: Piraci!
- 2012: Ben 10: Zniszczyć wszystkich kosmitów – Waybig
- 2012: Mia i ja – król Raynor
- 2012: Wakfu – Rubilax
- 2013: Jeźdźcy smoków – Wiadro
- 2013: Ratchet & Clank: Nexus – jeden z Tanich Drani
- 2013: Hobbit: Pustkowie Smauga – Beorn
- 2014: Hobbit: Bitwa Pięciu Armii – Beorn
- 2015: W głowie się nie mieści – klaun Jacek
- 2018: Spider-Man Uniwersum – Wilson Fisk/Kingpin
- 2025: "The Gaslight District"